# 428 Monachia
428 Monachia eller 1897 DK är en asteroid i huvudbältet, som upptäcktes 18 november 1897 av den schweiziska astronomen Walter Augustin Villiger. Den har fått sitt namn efter det latinska namnet på den tyska staden München.
Asteroiden har en diameter på ungefär 20 kilometer och den tillhör asteroidgruppen Flora.